# اینک (آرکانزاس)
اینک (به انگلیسی: Ink) یک منطقهٔ مسکونی در ایالات متحده آمریکا است که در آرکانزاس واقع شده‌است. اینک ۳۱۴٫۸۶ متر بالاتر از سطح دریا واقع شده‌است.